# Sinagoga di Chieri
La sinagoga di Chieri è stato un edificio di culto italiano. Oggi smantellata, sorgeva in via Pace 8, nel palazzo Solaro, sede dell'antico ghetto ebraico. 

## La storia
Quella di Chieri fu un tempo una delle più importanti sinagoghe barocche del Piemonte. Sorgeva in un edificio nell'area del vecchio ghetto ebraico della città. Il rapido declino demografico della Comunità ebraica di Chieri portò ai primi del XX secolo alla chiusura del luogo di culto, che fu definitivamente smantellato nel 1937. Gli arredi barocchi (la Tevà e l'Aron) furono portati a Torino dove dal 1942 furono collocati nel Tempio inferiore della Sinagoga di Torino, in sostituzione di quelli andati distrutti nel bombardamento del novembre 1942. Alcuni pannelli storici nei pressi dell'androne illustrano le vicende della sinagoga e della Comunità ebraica di Chieri. 
A Chieri, nel cortile del Palazzo Solaro (oggi suggestivo condominio sito in via della Pace 8) si può comunque ancora individuare il luogo dove sorgeva l'edificio dell'antica sinagoga. Il Palazzo, di proprietà privata, è stato recentemente restaurato; vi si ammirano finestre gotiche in cotto e un salone con soffitto a cassettoni decorato con figure di animali e stemmi. Un'associazione locale conduce visite guidate al cortile e al salone. 
La sala della sinagoga, acquisita verso il 2000 da un privato, non è purtroppo ancora stata restaurata e non è visitabile. Come di norma nella antiche sinagoghe di ghetto niente tradisce all'esterno la presenza del luogo di culto. La sala, collocata al piano superiore ed alla quale si accede dal cortile del palazzo attraverso una scala monumentale dotata di archi in cotto, è ornata di dipinti che ne abbelliscono la volta (ad esempio si riconosce la Torre di Babele). Le decorazioni, in stile neogotico, furono eseguite da un pittore ottocentesco al momento ignoto.  Si tratta probabilmente dello stesso artista che nel 1875 aveva affrescato il Duomo di Chieri: simile è lo stile, simili i materiali e le tecniche usate.. Chiaramente visibili sono anche i resti, seppur malconci, del matroneo. Sotto la Sinagoga si trovava la sala dei pasti comuni, divenuta poi una falegnameria adesso abbandonata.
La prima occasione di visita guidata della sinagoga, successiva alle opere di restauro, è avvenuta il 9 ottobre 2007, in coincidenza con l'esposizione della mostra Chalutzim, ebrei piemontesi in Eretz Israel (1897-1948), che si è tenuta presso la Biblioteca Civica Nicolò e Paola Francone di Chieri dal 5 al 20 ottobre 2007.